# Заполярненське міське поселення
Заполя́рне міське́ посе́лення (рос. Заполярное городское поселение) — адміністративне утворення у складі Печензького району Мурманської області, Росія.
| Мурманська область | Це незавершена стаття про Мурманську область. Ви можете допомогти проєкту, виправивши або дописавши її. |